# Castell del Castell de Vilamalefa
El castell del Castell de Vilamalefa és una antiga fortalesa d'origen musulmà que s'ubica al promontori sobre el qual s'alça la localitat del Castell de Vilamalefa, a la comarca valenciana de l'Alt Millars.
El castell, a partir del qual es va construir el poble al seu voltant, dominava la vall que forma el riu de Vilafermosa, un afluent en la part esquerra del riu Millars.
Actualment, només en queden restes prou deteriorades, sobretot a l'antiga capella de Santa Llúcia, la qual també hi va fer les funcions de primitiva parròquia del lloc. El castell té la categoria de bé d'interés cultural.